# Heike Kemmer
Heike Kemmer (née le 24 avril 1962 à Berlin) est une cavalière de dressage allemande.

## Biographie
En 1983, elle est vice-championne d'Allemagne junior et remporte le championnat d'Europe junior à Munich en simple et en équipe. L'année suivante, elle gagne son premier prix en élite et est sélectionnée en équipe nationale après la médaille d'argent au championnat national.
Au début des années 1990, elle déménage de Berlin pour Winsen. Elle ne se qualifie pas pour participer aux Jeux olympiques d'été de 1992.
Elle revient à un haut niveau à la fin de la décennie. Elle remporte la médaille d'argent au championnet national en 2000. Elle revient ensuite en équipe nationale et est qualifiée pour les Jeux olympiques d'été de 2000. En 2001, elle obtient la médaille de bronze au championnat national. Avec Isabell Werth, Nadine Capellmann et Ulla Salzgeber, elle remporte la médaille d'or par équipe au championnat d'Europe à Verden. Elles conservent leur titre en 2003 à Hickstead et en 2005 à Hagen am Teutoburger Wald. En 2005 et 2006, elle est championne d'Allemagne. Aux Jeux olympiques d'été de 2004, elle est championne par équipe avec Bonaparte. Elle est encore championne en 2008 avec Nadine Capellmann, Isabell Werth, et remporte en même temps la médaille de bronze en individuel.

## Palmarès

### Jeux olympiques
- Jeux olympiques de 2004 à Athènes  Grèce :
  -  Médaille d'or par équipe.

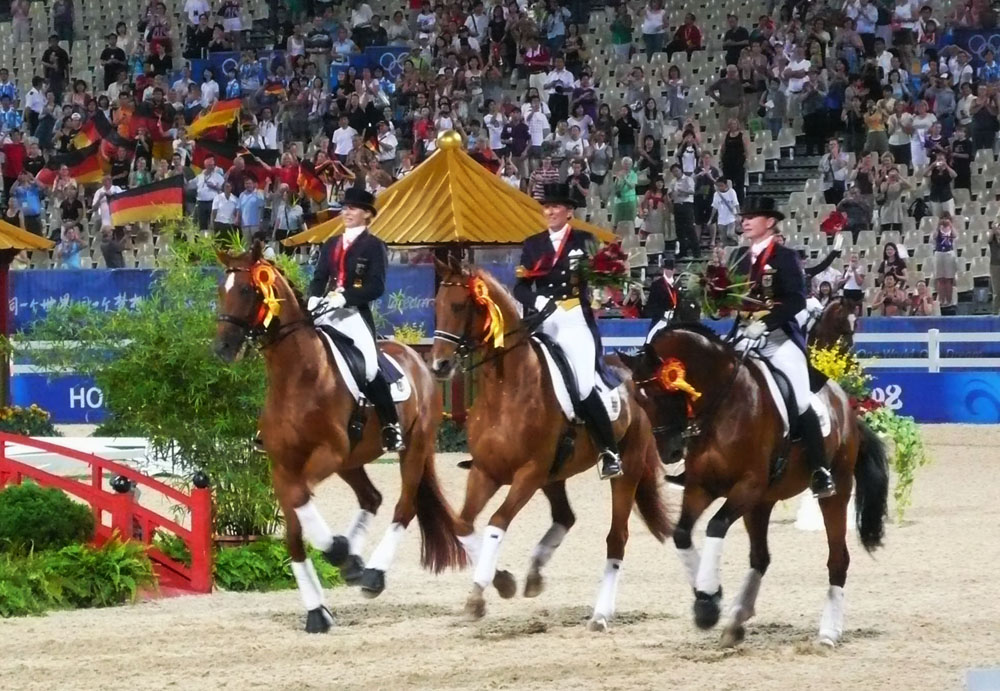
L'équipe d'Allemagne de dressage championne olympique à Pékin en 2008

- Jeux olympiques de 2008 à Pékin  Chine :
  -  Médaille d'or par équipe.
  -  Médaille de bronze en individuel.

### Championnat d'Europe de dressage
- Championnat d'Europe 2001 à Verden  Allemagne :
  -  Médaille d'or par équipe.
- Championnat d'Europe 2003 à Hickstead  Royaume-Uni :
  -  Médaille d'or par équipe.
- Championnat d'Europe 2005 à Hagen am Teutoburger Wald  Allemagne :
  -  Médaille d'or par équipe.

### Championnat d'Allemagne
- Championnat d'Allemagne 1984 :
  -  Vice-championne.
- Championnat d'Allemagne 2000 :
  -  Vice-championne.
- Championnat d'Allemagne 2001 :
  -  Médaille de bronze
- Championnat d'Allemagne 2005 :
  -  Championne d'Allemagne
- Championnat d'Allemagne 2006 :
  -  Championne d'Allemagne

### Deutsches Dressur-Derby
- 1990 : Victoire.
- 2004 : Victoire.
- 2005 : Victoire.

## Source, notes et références
- (de) Cet article est partiellement ou en totalité issu de l’article de Wikipédia en allemand intitulé « Heike Kemmer » (voir la liste des auteurs).